# Seichi Goto
Seichi Goto es un deportista japonés que compitió en judo. Ganó una medalla de plata en el Campeonato Asiático de Judo de 1970, en la categoría de –80 kg.

## Palmarés internacional
| Campeonato Asiático | Campeonato Asiático | Campeonato Asiático | Campeonato Asiático |
| Año                 | Lugar               | Medalla             | Categoría           |
| ------------------- | ------------------- | ------------------- | ------------------- |
| 1970                | Kaohsiung (Taiwán)  | Medalla de plata    | –80 kg              |